# Katarzyna Babis
Katarzyna Monika Babis, pseud. Kiciputek (ang. Kittypat) (ur. 20 grudnia 1992 w Lublinie) – polska autorka komiksów, rysowniczka, ilustratorka, malarka, autorka książek dla dzieci, aktywistka polityczna, youtuberka.

## Kariera
Ukończyła studia na Wydziale Artystycznym Uniwersytetu Marii Curie-Skłodowskiej. Od 2012 publikowała swoje komiksy internetowe na blogu Kącik Kiciputka, a w wersji angielskiej Kittypat Daily od 2016, używając pseudonimów „Kiciputek”, i  „Kittypat”. Debiutancka pozycja drukowana Babis to komiks Tequila z 2014 (scenariusz autorstwa Łukasza Śmigla) – jeden z pierwszych polskich komiksów sfinansowanych dzięki kampanii crowdfundingowej. W tym samym roku ukazał się pierwszy numer komiksu Rag & Bones, autorstwa Babis i Dominika Szcześniaka. Ilustrowała książki Katarzyny Bereniki Miszczuk i Marty Kisiel-Maleckiej, a także jedną z książek z serii My Little Pony: Przyjaźń to magia.
Jej debiutem literackim była książka dla dzieci Maja z Księżyca, którą również zilustrowała i która nominowana została do Nagrody Literackiej m.st. Warszawy. Od 2017 do 2023 jej anglojęzyczne komiksy ukazywały się w serwisie The Nib a od 2019 w magazynie „The New Yorker”. Charakterystyczne dla twórczości Babis jest posługiwanie się feministyczną satyrą polityczną. Między rokiem 2017 a 2019 tworzyła grafikę do gier wideo dla 11 bit studios. 
Od 2019 współpracuje z amerykańskim wydawnictwem Macmillan ilustrując między innymi powieść graficzną Re:Constitutions według scenariusza Beki Feathers. W 2020 ukazała się powieść graficzna Guantanamo Voices: True Accounts from the World’s Most Infamous Prison według scenariusza Sarah Mirk, którego Babis była jedną z ilustratorek. Umieszczono ją na liście najlepszych powieści graficznych roku gazety „The New York Times” i na liście najlepszych powieści graficznych dla młodzieży Young Adult Library Services Association (YALSA). Guantanamo Voices otrzymało także nagrodę im. Lynda Warda od Biblioteki Uniwersytetu Stanu Pensylwania i nominację do Nagrody Eisnera.

## Działalność polityczna
W 2015 Babis została członkinią nowo utworzonej lewicowej partii politycznej Razem. Kandydowała z lubelskiej listy partii w wyborach parlamentarnych w 2015. Otrzymała 631 głosów. W maju 2016 została wybrana do Rady Krajowej partii Razem. We wrześniu 2016 organizowała w Lublinie demonstracje przeciwko proponowanym zaostrzeniom w ustawie antyaborcyjnej, w ramach tzw. czarnego protestu. W 2018 zrezygnowała z członkostwa w partii i rozpoczęła działalność aktywistyczną współpracując ze związkiem zawodowym Inicjatywa Pracownicza.
W rozmowie z Karolem Paciorkiem obwiniała koncerny odzieżowe za wyzysk pracowników. Dlatego kontrowersje wzbudziła jej decyzja o udziale w kampanii reklamowej sklepu internetowego Zalando w grudniu 2021 roku.

### Komiksy
- Tequila. Władca marionetek (2013; scenariusz: Łukasz Śmigiel)
- Rag & Bones #1 (2014; scenariusz: Dominik Szcześniak)
- Rag & Bones #2 (2015; scenariusz: Dominik Szcześniak)
- Ostatni prezydent. Gawęda o Ryszardzie Kaczorowskim (2019; scenariusz: Witold Tkaczyk)
- Guantanamo Voices: True Accounts from the World’s Most Infamous Prison (2020; scenariusz: Sarah Mirk)
- Re:Constitutions (2021; scenariusz: Beka Feathers)
- Dictatorship (2023; scenariusz: Sarah Kendzior i Andrea Chalupa)
- Breadcrumbs (2025)

### Książki
- Maja z Księżyca (2015)
- Słoń w pokoju (2016)

### Ilustracje książkowe
- Marta Kisiel, Nomen omen (2014)
- Łukasz Śmigiel, Tequila. Liczba Bestii (2016)
- Iwona Chmielewska, Codzień (2016)
- Katarzyna Berenika Miszczuk, Gwiezdny wojownik. Działko, szlafrok i księżniczka (2017)
- Adrianna Zabrzewska, My Little Pony. Szukaj i znajdź (2017)
- Niezwyciężone. Antologia opowiadań science fiction (2021)